# Apache Oozie
O Apache Ozzie é um sistema de agendamento e controle de fluxos de trabalhos (Workflows) para gerenciar de forma automatizada jobs do Hadoop.